# Anna Nicole Smith
Vickie Lynn Hogan (Houston, Texas, 28 de novembre de 1967 - Hollywood, Florida, 8 de febrer de 2007), més coneguda amb el nom artístic Anna Nicole Smith. Fou una model i actriu nord-americana. Fou descoberta a per l'editor Hugh Hefner que la va fer famosa com playmate del mes de maig de 1992 per la revista Playboy, sota el pseudònim de Vikkie Smith. Més tard va prendre el nom d'artista Anna Nicole Smith. Finalment, va arribar a erigir-se com la guanyadora del guardó Playmate of the Year 1993 elegida entre les dotze playmates de l'any 1992.

## Biografia
El seu pare va abandonar la llar i la família va haver d'anar a viure amb una tia a Mexia a l'estat de Texas. Des de ben jove va haver d'alternar estudis i treball. Fent de cambrera a un bar va conèixer el que seria el seu primer marit: un jove ajudant de cuina, Billy Smith. Es van casar l'any 1985, ella amb disset anys i ell amb tan sols setze. Un any després, fruit d'aquest matrimoni, va donar a llum a un primer fill, Daniel Wayne Smith. Al cap d'un any d'aquest naixement, es van separar, però no es divorciaria fins al febrer de 1993, per a poder-se casar de nou.
Sent mare soltera va haver d'alternar diversos treballs per poder viure. De tots aquests treballs el que més beneficis li va reportar va ser el de ballarina al club de striptease Gigi de Houston, on treballava sota diversos pseudònims, ja que hi va conèixer el que finalment seria el seu segon marit, el ric empresari petrolier J. Howard Marshall. Es van casar el 27 de juny de 1994. Tenia 26 anys i ell en tenia 89.
El 6 de setembre de 2006 va donar a llum a una filla, Dannielynn Hope Marshall Stern, a Nassau a les illes de Bahames. Al registre civil apareix J. Howard Marshall com a pare de la criatura, malgrat haver mort més de deu anys abans, cosa que va portar controvèrsia amb els fills anteriors del seu marit difunt. Tres dies després, el seu fill Daniel Wayne Smith que havia viatjat cap a les Bahames per felicitar sa mare. Hi va morir d'un problema cardíac, causat per una barreja de medicaments.
El 8 de febrer de 2007, Anna morí després de perdre el coneixement a l'hotel i casino Seminole Hard Rock Cafe, a Fort Lauderdale a l'estat de Florida. Segons la seva mare Vergi Arthur, hauria mort d'una combinació de depressió i consum de drogues.
El litigi amb els hereus de Howard Marshall es va acabar davant el Tribunal Suprem dels Estats Units quatre anys després de la seva mort.
Keoni Waxman va dirigir el mateix 2007 una pel·lícula biogràfica: The Anna Nicole Smith Story. El 2013 Agnes Bruckner va tenir el paper d'Anna Nicole en un nou film biogràfic The Anna Nicole Story, dirigit per Mary Harron.

## Pel·lícules
- El gran salt (1994) (comèdia/fantasia): Za-Za.
- Naked Gun 33 1/3: The Final Insult (1994) (comèdia/crim): Tanya Peters.
- Fins al límit (To the Limit) (1995) (acció/thriller): Colette Dubois/Vickie Linn.
- Skyscraper (1997) (acció/thriller): Carrie Wisk.
- Wasabi Tuna (2003) (comèdia/acció): ella mateixa.
- Be Cool (2005) (comèdia/crim): ella mateixa.
- Illegal Aliens (2006) (comèdia/ciència-ficció): Lucy.

## Televisió
- The Naked Truth (1995) episodi: Wilde Again: ella mateixa.
- Sin City Spectacular (1998) (FX Network).
- Veronica's Closet (1999) (Warner Bros. Televisió) episodi: Veronica's Wedding Bell Blues: Donna.
- Ally McBeal (1999) (20th Century Fox Televisió) episodi: Pyramids on the Nile: Myra Jacobs.
- N.Y.U.K. (2000) … (AMC): Dr. Anita Hugg.
- The Anna Nicole Show (2002-2004) (E!): ella mateixa.

## Edicions especials dePlayboy
- «Playboy's More to Love Playmate». Playboy, Vol. 9, 6-1993, portada.
- Wayda, Stephen Playboy's Bathing Beauties, 3-1994, pàg. 5.